# 番禺打工族文书处理服务部
番禺打工族文书处理服务部（英語：Panyu Migrant Workers Center），简称番禺打工族，是一家位于中国广州的劳工非政府组织，目前已停止运作。番禺打工族成立于1998年，主要为外来工提供公益性质的法律服务，包括接受法律咨询、协助维权等，同时也组织工人社群的文娱活动。其创办人廖晓峰本身也是一名外来工，时常帮助受工伤的同乡维权，后创办了“打工族文书处理服务部”，因廖晓峰没有律师资格证，成立之时工商部门只批准了“代理文书处理”的业务，且强调“不含法律咨询”。打工族文书处理服务部所服务的工人遍及珠三角，被认为是中国最早的劳工非政府组织，也受到如《南方都市报》、广东电视台等本土有影响力的媒体的报道。2015年12月，打工族文书处理服务部被中国警方以刑事立案，其工作被定性为“在幕后策划、组织、操纵工人罢工，激化劳资矛盾”，以及被指接受境外资金，其后包括自2001年起担任负责人的曾飞洋在内，多名工作人员被判刑。

## 主要工作
- 法律维权及普法：每周周末向工人提供免费的法律知识课程[9]。对有维权需求的工人，提供免费的法律援助。
- 工伤探访：探访遭受工伤或患上职业病的工人，并提供相关法律咨询[9]。
- 工人集体行动：打工族服务部会介入工人的集体维权行动中，协助工人和资方进行谈判。负责人曾飞洋描述，他们的工作是“引导维权运动由集体罢工向集体谈判转变”，让工人维权“不要那么迂回，少走弯路”[4]。
- 社区活动：打工族服务部的办公地设有图书室和娱乐设施，下班时间和周末，工人可以到办公室消遣[9]。

## 发展历程

### 成立背景
上世纪90年代末，广东珠三角地区聚集了大量制造业工厂，而工厂工人多由外省农村地区、欠发达地区流入，因而被称为“外来工”、“农民工”。上世纪90年代至21世纪初的政策对流动的外来工管理严苛，无合法证件、无固定住所、无正当工作或经济收入会被认定为盲流，被警察扣留，增加了外出务工的困难和歧视。外来工群体普遍面临劳动权益受损的问题，过劳工作、工伤、低收入、拖欠薪酬等情况相当普遍。
深圳当代社会观察研究所所长、创办人刘开明分析：“维权类的劳工机构在珠三角出现，与珠三角的经济活动90%都是市场经济运行，是中国市场化最发达的地区相关，而市场经济所需要的法治与良治(good governance)并没有建立起来，所以工人权利受损坏非常严重，冲突显现”。另外，外来人口的利益与本地人的利益的不一致，政府更多维护的是本地人口的利益，并没有动力也没有压力去改变，形成了维权的市场。

### 成立初期
打工族文书处理服务部在1998年8月1日由廖晓峰创办，机构位于广东省广州市番禺区。廖晓峰本身是一名来自四川省的外来工，创办机构之前的几年，他已经有为受工伤工友维权的经历。成立初期，打工族文书处理服务部主要是面向珠三角地区的外来工提供服务，主要是帮助工伤者打官司，提供法律咨询服务，并收取一定的费用。
1999年，创办人廖晓峰退出了打工族文书处理服务部，曾飞洋接手成为机构负责人。曾飞洋是华南师范大学的毕业生，原本在一家律师事务所工作，他成为打工族文书处理服务部负责人后，该机构开始逐步转型成为非盈利组织。2002年开始，打工族文书处理服务部完全以非盈利NGO的模式运作，资金来源依靠公益性质的基金会资助，面对外来工提供完全免费的法律维权服务。在媒体报道中，打工族文书处理服务部被称作中国大陆第一个“劳工NGO”。
法律维权之外，打工族文书处理服务部开始向外来工做普法工作，开设面向工人的法律课堂，2003年，设立了社区工人中心，也会探访工伤工人和进行个案辅导。

### 困境
资金困难：打工族文书处理服务部在运营中，长期面临资金困境，其资金主要来自中国境外的资金捐赠，但在2015年针对NGO接受境外资金规定的法律实施后，接受境外资金的困难大增。此外，曾有国家安全部门人员直接要求打工族文书处理服务部不得接受一境外组织的资助，使得打工族文书处理服务部在2014年年底陷入资金链断裂的状况。打工族服务部曾经尝试寻找包括总工会在内的“境内组织”资金资助，但均不成功。
身份困难：劳工NGO无法在中国法律框架下注册成为非营利社会组织，使得NGO无法得到合法的非盈利组织身份。在现行的体制下，农民工维权NGO作为NGO的制度合法性不足，与之相伴的是组织资源的严重匮乏，这种制度和资源的双重制约造成了草根NGO的生存危机。在这一政治敏感性较强的领域，草根NGO从外界获得的资源输入极为有限，因此，如何与政府保持良性互动成为它们能否生存的关键。

### 结束
2015年12月初，广东警方在多地带走多名劳工NGO的工作人员，其中包括番禺打工族的负责人曾飞洋以及多名工作人员。2016年1月，律师确认曾飞洋被批捕，一同被批捕的还有员工朱小梅和前员工孟晗、汤欢兴，三人的罪名均是“扰乱社会秩序罪”。
在正式确认批捕之前，2015年12月22日，新华社发布了一篇名为《揭开“工运之星”光环的背后》的文章，把番禺打工族描述为“以‘免费维权’为幌子、长期接受境外组织资助、在境内插手劳资纠纷事件、严重扰乱社会秩序、严重践踏工人权益的非法组织”，并称番禺打工族介入到工人维权集体行动中，是“煽动工人罢工、制造社会影响、干扰工厂正常生产和扰乱社会秩序”。该文章还指，曾飞洋长期接受来历不明的境外资金资助。
香港“中国劳工通讯”负责人韩东方在公开回应中称，“中国劳工通讯”与番禺打工族的合作，一直都是在当地“国保”工作人员的眼皮底下进行的。曾飞洋的母亲陈文英则在2016年4月起诉新华社以及撰写《揭开“工运之星”光环的背后》一文的作者，指其侵犯了曾飞洋的名誉权，陈文英同时还起诉了广州市公安局番禺区分局和广州市第一看守所。
2016年9月26日，曾飞洋、汤欢兴、朱小梅三人的聚众扰乱社会秩序案开庭，庭审重点是2014至2015年利得鞋厂的工人集体行动，警方认定，罢工期间造成利得鞋厂厂方严重经济损失，罢工共11天减少产值7436630.85元，减少毛利2976951.53元，为保证订单如期完成，利得公司额外增加费用折人民币13301622.75元。
法院对三人的行为认定为聚众扰乱社会秩序，情节严重，致使企业生产无法进行，造成严重损失，其行为均已构成聚众扰乱社会秩序罪。曾飞洋被判处有期徒刑三年，缓刑四年；汤欢兴被判处有期徒刑一年六个月，缓刑二年；朱小梅被判处有期徒刑一年六个月，缓刑二年。
2016年11月，另一名曾在番禺打工族工作的工运行动者孟晗也因利得鞋厂工人集体行动而获刑，孟晗也被控聚众扰乱社会秩序罪，他当庭认罪，被判有期徒刑一年零九个月。
劳动关系学者王江松对番禺打工族案件的评价是“秋后算账”，他分析在集体维权过程中，警方并未驱散工人，而镇政府也在劳资协议上加盖了公章，这说明警方和镇政府均认可了谈判协议的合法性。

## 重要事件
负责人曾飞洋描述，他们的工作是“引导维权运动由集体罢工向集体谈判转变”，让工人维权“不要那么迂回，少走弯路”。打工族服务部在2013年曾经联同其他劳工NGO、工人代表和律所，发布了《劳资集体谈判守则》。
香港劳工组织中国劳工通讯的负责人韩东方在2016年发布的公开信中称，自2011年起，打工族服务部尝试介入了大大小小数十起工人自发罢工事件，其中大部分案例，都成功协助罢工工人迫使雇主坐下来，与工人通过集体谈判解决争议。这些案例中，有代表性的包括广州中医药大学附属第一医院集体谈判、南沙联盛塑料五金模具厂集体谈判、恒宝珠宝首饰厂集体谈判、广州军区总医院保洁工集体谈判、广州大学城环卫工集体谈判、利得鞋厂集体谈判。
在利得鞋厂的维权过程中，公司经理最初拒绝与工人代表们谈判，后面在三个月内，打工族服务部协助利得工人召开五次工人代表座谈会，一次工人大会，向工人宣讲法律。工人代表唐庆红接受媒体采访时表示，打工族提高了他们的维权意识，并且协助他们建立一支完整的工人代表队伍，在谈判之后，工人已全部复工，与资方的紧张关系也缓和下来。